# Maria Lai
Maria Lai (n. 27 septembrie 1919, Ulassai, Sardinia, Italia – d. 16 aprilie 2013, Cardedu, Sardinia, Italia) a fost o artistă italiană din Sardinia. Muzeul de artă contemporană de la Ulassa  deține multe din operele artistei. Cu lucrarea A si ligare a su monte  a devenit cunoscută la nivel internațional.

## Biografie

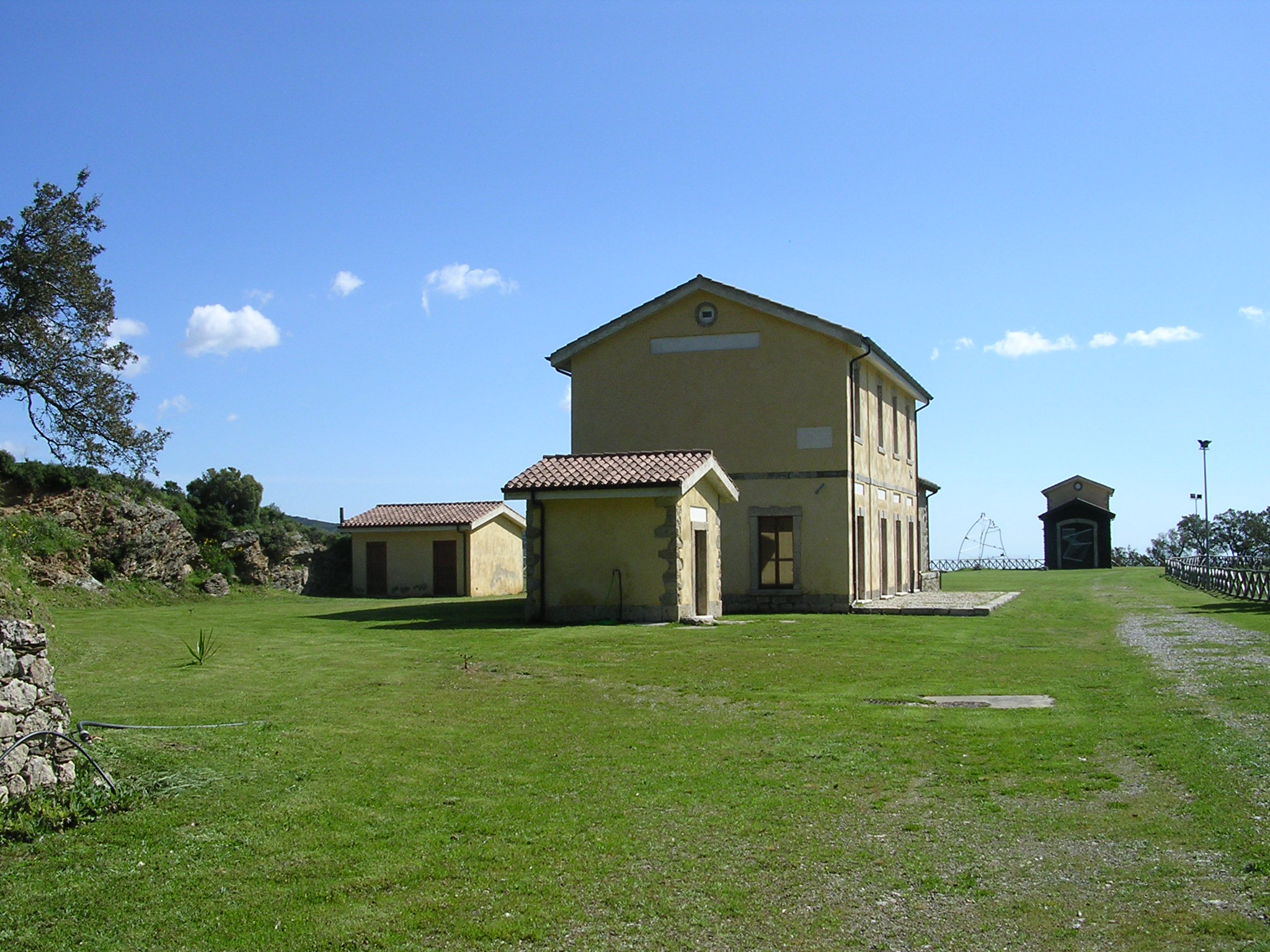
Muzeul de Artă Contemporană din Ulassa

Maria Lai s-a născut în 1919 în Ulassa, fiind al doilea copil al lui Giuseppe și Sofia Mereu.  A absolvit Academia de arte din Veneția în 1943 și în 2004 a primit o diplomă onorifică de la Facultatea de Litere a Universității de Calgary. Și-a început viața artistică în Roma și Veneția și în arta sa a fost atrasă de istoria Sardiniei, mai ales a femeilor din acea zonă. În cei peste 60 de ani de carieră a avut expoziții în întreaga lume.
A murit în 2013 în Ulassa, înconjurată de familia ei. Lucările ei au continuat să fie prezentate la mari expoziții și după moartea ei, ultimele expoziții mari fiind la documenta14 la Atena și Bienala de la Veneția din 2017.

## Unde se găsesc lucrările ei (selecție)
- Pinacoteca din Otieri
- Biblioteca Națională centrală din Veneția
- Museul de artă modernă din  New York (Moma)
- Centrul Georges Pompidou din Paris
- Galeria națională de artă modernă și contemporană din Roma
- Galeria publică de artă din Casteddu
- Muzeul de artă contemporană din Masedu

## Expoziții individuale
- 1953 Casteddu Gli amici del Libro
- 1956 Casteddu Gli amici del Libro
- 1956 Palm Beach Little Gallery
- 1957 Roma Galleria L'Obelisco
- 1958 Istocolma Nordiska Companiet
- 1961 Roma Galleria L'astrolabio
- 1963 Roma Galleria L'albatro
- 1971 Roma Galleria Schneider
- 1975 Casteddu Arte Duchamp, "Tele e collages"
- 1977 Savona Galleria Il brandale
- 1977 Nùgoro Galleria Chironi
- 1977 Casteddu Arte Duchamp
- 1978 Biennale di Venètzia, Libro scalpo, Libro Pianto
- 1979 Roma Centro Morandi
- 1979 Bologna Arte Fiera (personale presso la “Arte Duchamp”)
- 1980 Casteddu Arte Duchamp, "Scritture"
- 1980 Roma Spazio Alternativo
- 1980 Trieste Studio Tommaseo
- 1981 Ulassa "Legarsi alla Montagna"
- 1982 Ulassa Sabonadòrgiu Comunale
- 1982 Perth Australia Quentin Gallery
- 1983 Bari Centrosei
- 1983 Sydney Yvan Dougherty Gallery
- 1983 Roma Spazio Documento, il paese dei nastri celesti
- 1983 Oroteddi, l'alveare del poeta
- 1983 Camerino, la disfatta dei varani
- 1984 Roma Spazio Documento, Tenendo per mano il sole
- 1984 Roma Calcografia Nazionale, artisti al lavoro, Maria Lai Franca Sonnino
- 1986 Prato, Teatro Comunale, lettere al lupo
- 1987 Torinu, Quantica Studio
- 1989 Hannover Biblioteca dell'Università
- 1990 Roma Studio Stefania Miscetti: La leggenda di Maria Pietra
- 1992 Napoli Galassia Gutenberg Oltre le indie Libri in stoffe
- 1992 Castel di Tusa (ME), Atelier sul Mare, Su barca di carta mi imbarco
- 1994 Roma scuderie di Palazzo Ruspoli, Inventare altri spazi
- 1996 Venètzia Scuola di Grafica Internazionale, Ca de janas
- 1998 Casteddu, Man Ray Janas
- 2006 Ulassa Inaugurazione Stazione dell'arte
- 2008 Roma Festival Internazionale del Cinema, Ansia d'Infinito
- 2011 Venètzia, Premio Venere nera
- 2011 Roma Premio Camera dei deputati, 150 anni dell'Unità d'Italia, Orme di Leggi
- 2012 Miami U.S.A, Pulse "Fiera Internazionale d'Arte Contemporanea
- 2013 Milanu Nuova Galleria Morone, "Tra fiabe, miti e leggende: le Tracce di un dio distratto"
- 2013 Bologna Museu de arte moderna de Bologna "Autoritratti"

## Expoziții după moartea ei
- 2013 Catanzaro MARCA, Museo delle Arti, "Bookhouse"
- 2013 Mirano Harmonia Plantarum, Museo La Barchessa
- 2013 Venètzia Tracce di un Dio Distratto, Biennale de Venètzia
- 2014 Matera MUSMA, Retrospettiva, Maria Lai òperas dae su 1942 a su 2011
- 2014 Nùgoro MAN, Casteddu Palatzu de tzitade, Ulassa Istatzione de s'arte e Museo a s'abertu, Retrospetiva cun su tìtulu "Ricucire il mondo" (Torrare a cusire su mundu) 300 òperas dae sos annos Baranta a sos Duamìgia
- 2017 VIVA ARTE VIVA, Biennale de Venètzia[6]
- 2017 Kassel e Atene, Documenta 14[4]
- 2018 Firetnze, Palatzu Pitti Mustra "Il Filo e l'infinito"
- 2018 Milanu, M77 Gallery, Mustra "A proposito di Maria Lai"[7]
- 2019 Busto Arsizio, Museu de sa Tessidura,  Mustra "Maria Lai e Franca Sonnino. Capolavori di fiber art italiana" [8]
- 2019 Roma, MAXXI,  Mustra "Maria Lai. Tenendo per mano il sole" [9]
- 2019 Parigi, Istitutu Italianu de Cultura, Mustra "Maria Lai: Seguite il ritmo"[10]